# Apostolischer König von Ungarn

Wappen des Königs von Ungarn (1915–1918)

Apostolischer König von Ungarn (ungarisch Magyarország apostoli királya) war vom Jahr 1000 bis 1918 und de jure von 1920 bis 1946 der Titel des Staatsoberhauptes des Königreiches Ungarn mit seinen Ländern und Besitzungen. Die Träger entstammten mehreren Dynastien (darunter in der Endphase aus dem Haus Habsburg-Lothringen).

## Geschichte
Der ungarische Königstitel entstand mit der Krönung des bisherigen ungarischen Großfürsten Stephan I. zum König von Ungarn im Jahr 1000 (nach anderen Quellen 1001), nachdem dieser zum Christentum übergetreten war. Papst Silvester II. verlieh ihm den Zusatz apostolisch.
Die ersten Träger der Königswürde stammten aus dem Hause Árpád. Es folgten vergleichsweise kurze Herrschaftsperioden anderer Dynastien.  Nach den Arpaden herrschten die tschechischen Přemysliden, die bayrischen Wittelsbacher, das französische Haus Anjou, das deutsche Haus Luxemburg, kurzzeitig die polnischen Jagiellonen und mit der Krönung von Ferdinand I. 1524 das Haus Habsburg.

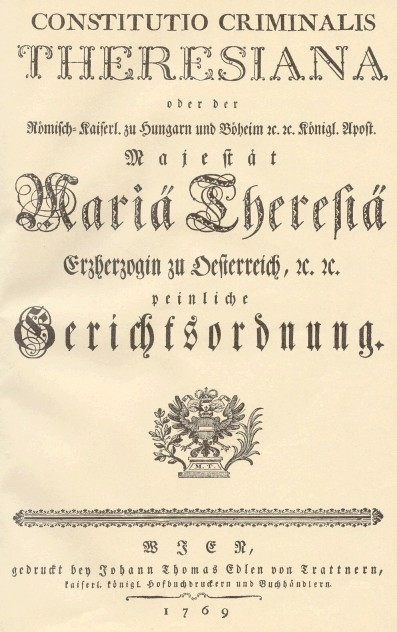
Constitutio Criminalis Theresiana oder der Römisch-Kaiserlichen zu Hungarn und Böheim ⁊c. ⁊c. Königlich-Apostolische Majestät [...] peinliche Gerichtordnung

Die Dynastie stellte weitgehend konstant bis 1918 die Könige von Ungarn. Allerdings war ihre Herrschaft immer unsicher; es gab im Lauf der Jahrhunderte immer wieder Aufstände und Revolutionen gegen das Herrscherhaus, die nicht zuletzt den konfessionellen Gegensatz zwischen den katholischen Habsburgern und dem zu einem Gutteil calvinistischen Kleinadel als Hintergrund hatten. Darüber hinaus kam es ab 1541 zu einer jahrhundertelangen Teilung des Landes durch Österreich und das osmanische Reich, die erst nach dem Großen Türkenkrieg mit dem Frieden von Karlowitz 1699 endete. Zur selben Zeit etablierte sich in Siebenbürgen eine von den Habsburgern unabhängige Herrschaft, das Großfürstentum Siebenbürgen, dessen Fürsten den Anspruch auf ganz Ungarn zwar formal 1570 aufgaben, aber immer wieder antihabsburgische Aufstände militärisch unterstützten. Durch die Türkenkriege kam es zur Verwüstung und Entvölkerung von ganzen Landstrichen.

Nach dem Verlust Böhmens herrschte Maria Theresia in der Habsburgermonarchie als Königin von Ungarn als ihrem höchsten Titel. Als solche stiftete sie den k.u. Sankt-Stephans-Orden, benannt nach dem ersten König von Ungarn und bis 1918 der höchste Zivilverdienstorden der Monarchie. 1758 bestätigte Clemens XIII. ihr den Titel Apostolische Königin, zusammen mit der Anrede Apostolische Majestät, aufgrund ihres Bündnisses mit dem katholischen Frankreich gegen das protestantische Preußen durch den Vertrag von Versailles (1756). Bis zur Revolution 1848, und seit dem Neoabsolutismus (1852) bis 1918 wurde der Titel von den Herrschern der Habsburgermonarchie geführt.

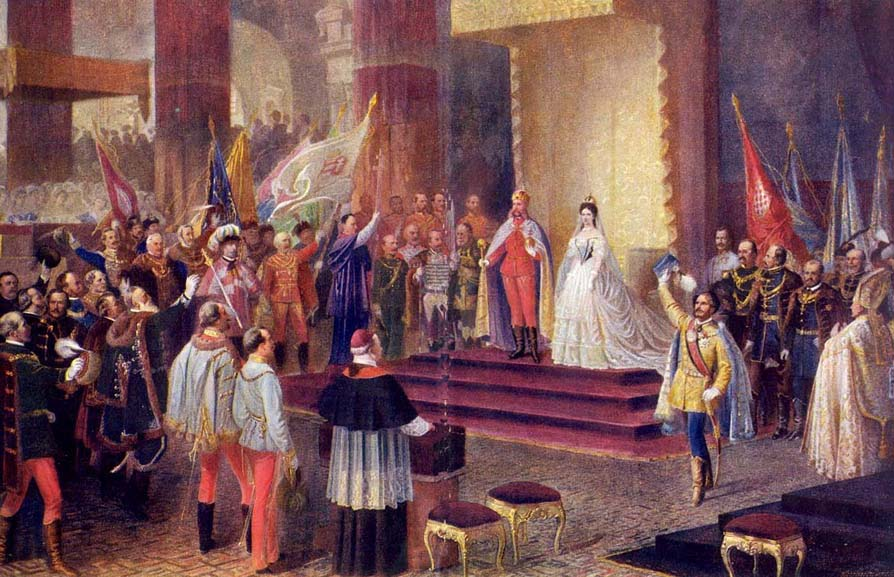
Krönung von Franz Joseph I. und seiner Gemahlin Elisabeth zum Königspaar von Ungarn, 1867

Der Abneigung der Ungarn konnten die Habsburger erst mit der Königskrönung des Kaisers von Österreich und Königs von Böhmen Franz Joseph I. (ungarisch I. Ferenc József) am 8. Juni 1867, mit der der sogenannte Österreichisch-Ungarische Ausgleich und die Gründung der konstitutionellen Erbmonarchie Österreich-Ungarn abgeschlossen waren, entgegenwirken. Die Stimmung änderte sich im Zuge wirtschaftlicher Verbesserungen während der Industrialisierung fundamental. Die Magyaren blieben auch Franz Josephs I. Nachfolger Karl I. (als König Karl IV., ungarisch IV. Károly), der am 30. Dezember 1916 zum letzten König gekrönt wurde, loyal und kämpften, Seite an Seite mit den anderen Völkern des Habsburgerreiches, bis zur Niederlage 1918 im Ersten Weltkrieg für ihren König.

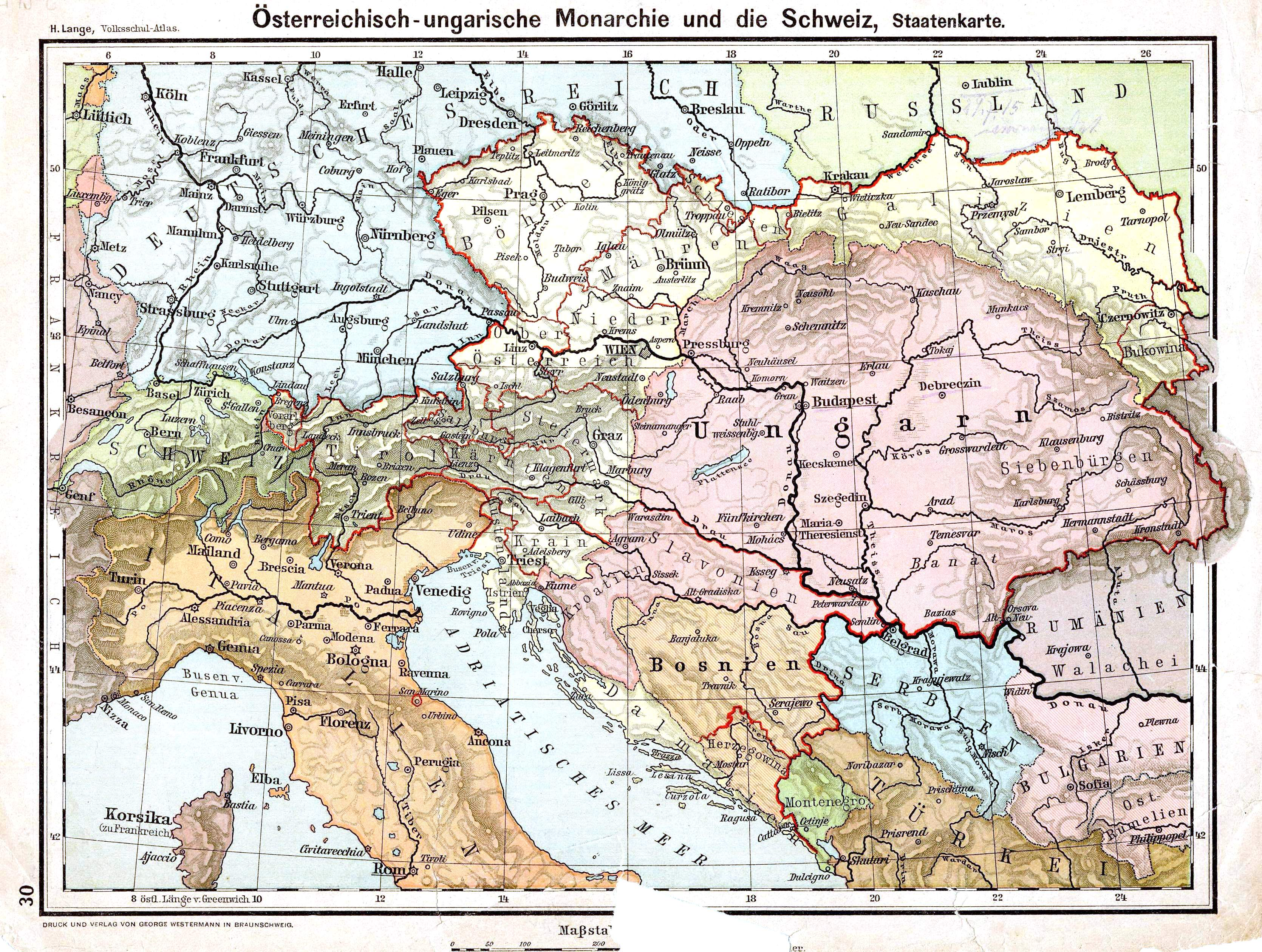
Das Königreich Ungarn mit Ländern (rosa) innerhalb Österreich-Ungarns, 1899

Das ungarische Königtum erlosch faktisch mit der Auflösung Österreich-Ungarns am 31. Oktober 1918, theoretisch erst mit der Verzichtserklärung von König Karl IV. am 13. November 1918. Der Monarch dankte jedoch formell nicht ab und erhob bis zu seinem Tod 1922 Ansprüche auf die ungarische Krone. 1921 verbannte das ungarische Parlament die Habsburger vom Königsthron und das Land behielt die Monarchie ohne König bis zur Ausrufung der Republik Ungarn 1946 bei.

## Symbole und Merkmale des Königtums

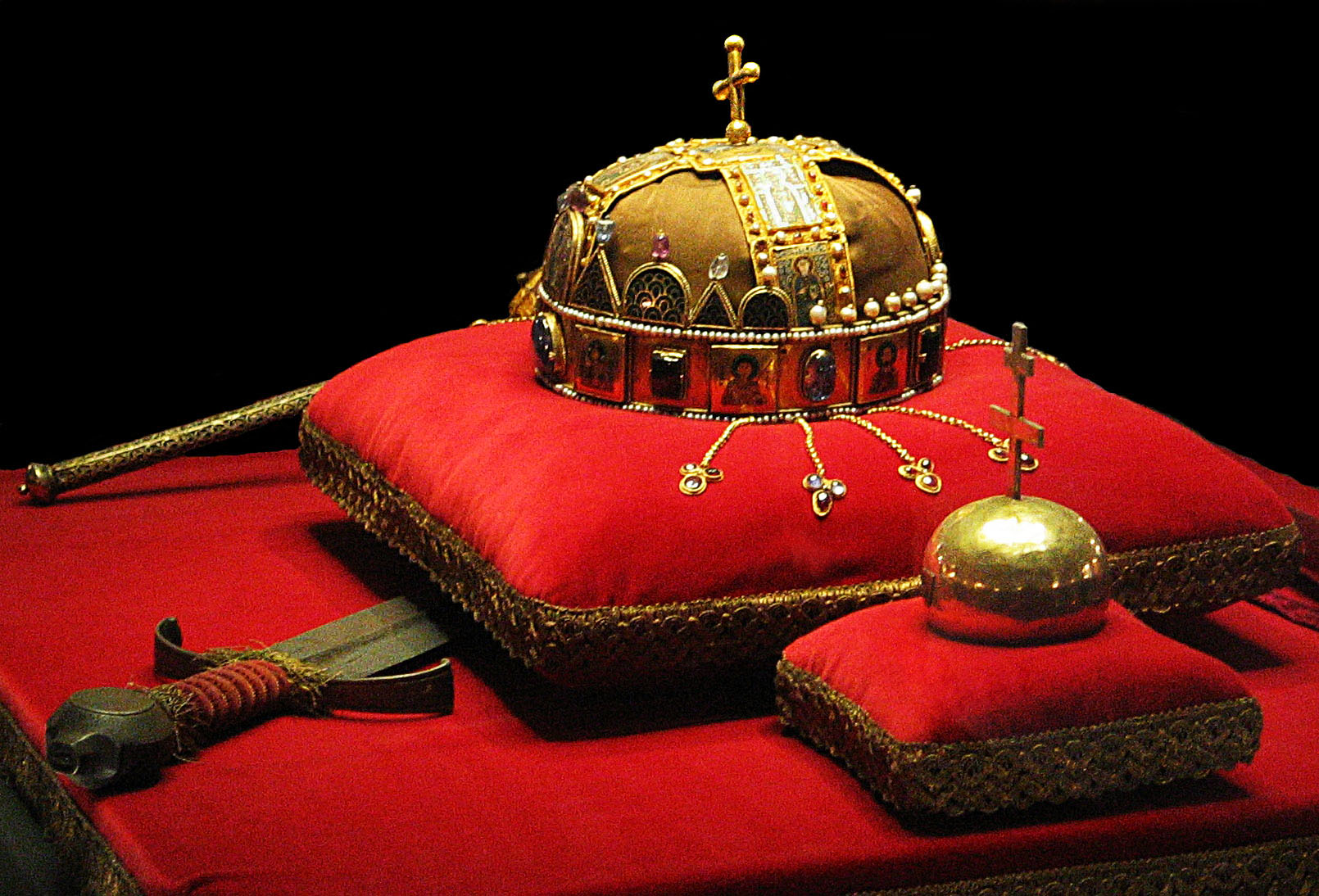
Die Stephanskrone

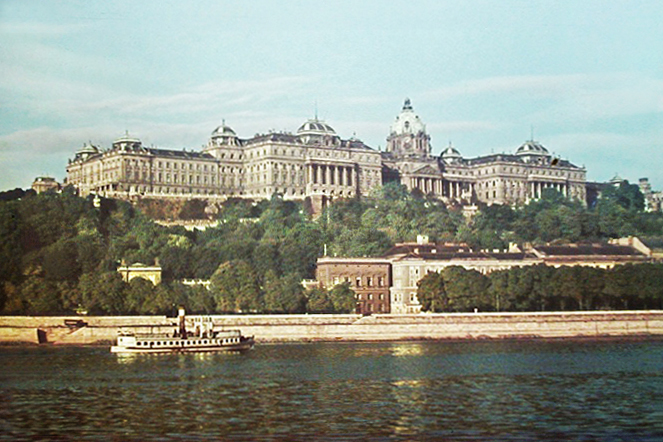
Der Burgpalast

Die drei wichtigsten Symbole des ungarischen Königstitels waren die drei Krönungsinsignien: Stephanskrone, Reichsapfel und das Zepter. Die Krone ist seit 1867 ein ungarisches Nationalsymbol und Teil des ungarischen Wappens, hatte jedoch schon zuvor faktisch diese Stellung inne.
Die Annahme der Königswürde war seit 1267 mit der Ablegung des Treueschwurs auf die Krone und später eines Eids auf die ungarische Verfassung verbunden.
Der König von Ungarn wurde zuerst vom ungarischen Adel gewählt. 1687 erklärte der ungarische Landtag die ungarische Krone für erblich, forderte dafür von den Habsburgern mehr Rechte ein.
Die königlichen Residenzen bzw. Krönungsorte des ungarischen Monarchen waren im Mittelalter Stuhlweißenburg (ungarisch Székesfehérvár), zur Zeit der Habsburgermonarchie Pressburg (ungarisch Pozsony, slowakisch Prešporok, seit 1919 Bratislava) und ab dem Österreichisch-Ungarischen Ausgleich 1867 das heutige Budapest. Ab diesem Zeitpunkt residierte der Monarch im Burgpalast und nahm dort in ungarischer Kleidung und Sprache für mehrere Wochen jährlich die Amtsgeschäfte der ungarischen Reichshälfte von Österreich-Ungarn wahr. Jedoch blieb sein Einfluss in der ungarischen Reichshälfte deutlich geringer als in der österreichischen, was sich bei nicht verwirklichten Reformen wie Wahlrecht oder einer Föderalisierung Ungarns zeigte.
Der König von Ungarn war zur Zeit Österreich-Ungarns offiziell auch in Personalunion König von Kroatien-Slawonien, Großfürst von Siebenbürgen und Großwojwode der Wojwodschaft Serbien.